# 2,2,4-三甲基戊烷
2,2,4-三甲基戊烷是辛烷的一種异构体，俗称异辛烷（isooctane）。异辛烷在内燃机的汽缸里燃烧时抗震性较好，是汽油抗爆震度的一個標準，其辛烷值定為100（正庚烷之辛烷值定為0）。是优良的发动机燃料，但由于其价格昂贵，一般只用于军用、赛用和民航燃料使用，汽车工业上不采用異辛烷作为抗爆剂，而通常使用成本更低，但效果稍逊的甲基第三丁基醚代替。

## 外部連結
- International Chemical Safety Card 0496（页面存档备份，存于）